# طاقة غيبس الحرة

طاقة غيبس الحرة (بالإنجليزية: Gibbs free energy)‏ مصطلح في الثرموديناميكا هو كمون دينامي حراري يعتمد على متغيرات طبيعية مستقلة مثل درجة الحرارة T والضغط p وكمية المادة n، يرمز له عادة بالرمز G .المتغيرات الطبيعية فيها هي الحرارة T والضغط p وعدد المولات n معي مستقلة عن بعضها البعض. تسمى أحيانا «الإنثالبي الحر» وهي طاقة كامنة في نظام حركة حرارية. تلك الطاقة حرة بمعنى قدرتها على الانطلاق من النظام وتأدية شغل ميكانيكي أو تصدر كحرارة من النظام. مثل طاقة احتراق البنزين تعمل على تسيير سيارة أو تشغيل آلة. سميت هذه الطاقة باسم العالم جوزيه ويلارد جيبس. في الدول التي تتحدث الألمانية تسمى هذه الطاقة أيضا الإنثالبية الحرة  أو طاقة جيبس الحرة  أو جهد جيبس. يقاس الإنثالبي الحر  أو طاقة جيبس الحرة بوحدة الطاقة وهي الجول.
المعادلة المعرفة لهذه الطاقة هي:
{\displaystyle G\;=\;U\;+\;p\cdot V\;-\;T\cdot S}
حيث:
U الطاقة الداخلية لنظام ترموديناميكي،
V الحجم،
p الضغط،
S الإنتروبي
T درجة الحرارة
وتكتب معادلة جيبس للطاقة الحرة أيضا بطريقة أخرى:
{\displaystyle G\;=\;H-\;T\cdot S}
حيث H المحتوى الحراري للنظام أو الانثالبي.

## أهمية طاقة غيبس
تعطي طاقة غيبس فكرة عن ما إذا كان تفاعل كميائي تلقائي أم لا (انظر أسفله).

## تأريخ
قام يوسيا جيبس بنشر بحوثه عن الديناميكا الحرارية في إطار ضيق لدى أكاديمية كانيتيكات. واهتم بدراستها العالم فيلهيلم أوستوالد وكتب رسالة إلى جيبس يقول فيها: «تبلغ أهمية عملك مبلغا من العظمة بحيث أنني لا أستطيع سوي العمل على توسيع دائرة التعريف بها وأشهارها». وظهر في عام 1892 الكتاب الذي نشره أوستوالد تحت عنوان «دراسات ترموديناميكية» معتمدا على ابحاث جيبس. قبل ذلك كان أحد العلماء الألمان، هرمان فون هلمهولتز من مدينة بوتسدام بنشر ثلاثة رسالات في موضوع «عمليات كيميائية ترموديناميكية»، خلال عامي 1882/1883 (انظر طاقة هلمهولتز الحرة). وكانت بحوث هلمهولتز تهتم بتطبيق قوانين الديناميكا الحرارية على الجلفانية وعلى العمليات الكهروكيميائية.
وبعد قيام أوستوالد بالأشتراك مع ياكوبوس فانت هوف بتأسيس المجلة العلمية «تسايتشريفت فير فيزيكاليشي شيمي..» „Zeitschrift für physikalische Chemie, Stöchiometrie und Verwandtschaftslehre“ أصبحت الكيمياء الطبيعية علما مستقلا. وكانت أعمال جيبس من الأ‘مدة الرئيسية لهذا الفرع من العلوم. ثم ابتكر أحد تلاميذ أوستوالد وهو العالم الألماني ولتر نرنست «النظرية الأزموزية للأعمدة الجلفانية»، وتعرف أساسيات تلك البحوث في وقتنا الحاضر ب معادلة نرنست في الكيمياء الكهربائية. وبذلك أدخلت قوانين «جيبس» بصورة أخرى على الكيمياء الكهربائية.

## تعريف
تعرف طاقة جيبس الحرة واعتمادها على الطاقة الداخلية U لنظام ترموديناميكي كالآتي:
{\displaystyle \!\,G(T;p;N)=U(S;V;N)+pV-TS.}
حيث الطاقة الداخلية (U(S;V;N تعتمد على إنتروبيا S النظام، وحجمه V، وكمية المادة N فيه. وحيث أن العلاقة بين الطاقة الداخلية والطاقة الكلية (H(S;p;N للنظام كالآتي:
{\displaystyle \!\,H(S;p;N)=U(S;V;N)+pV}
فيمكن كتابة معادلة جيبس في الصيغة:
{\displaystyle \!\,G(T;p;N)=H(S;p;N)-TS}
تسمي الدالة (H(S;p;N إنثالبي وهو كما نرى يعتمد على الإنتروبي في النظام، وعلى الضغط p، وعلى كمية المادة N في النظام.
ويستخدم الكيميائون والفيزيائيون كثيرا بالصيغة التفاضلية لهذه المعادلة:
{\displaystyle {\begin{aligned}\mathrm {d} G(T;p;N)&=\mathrm {d} U(S;V;N)+\mathrm {d} (pV)-\mathrm {d} (TS)\\&=T\mathrm {d} S-p\mathrm {d} V+\mu \mathrm {d} N+p\mathrm {d} V+V\mathrm {d} p-T\mathrm {d} S-S\mathrm {d} T\\&=\mu \mathrm {d} N+V\mathrm {d} p-S\mathrm {d} T\end{aligned}}.}
وتبين المعادلة تغير الطاقة الحرة للنظام بتغير الطاقة الداخلية، وتغير درجة الحرارة، وتغير الضغط.
وعندما تكون كمية المادة N في النظام ثابتة، فيمكن استنتاج الإنثالبي المولي الحر للنظام:
{\displaystyle \!\,\mathrm {d} G(T;p;N)_{N=\mathrm {konst.} }=V\mathrm {d} p-S\mathrm {d} T.}
وعندما نأخذ كمية المادة في النظام في الحسبان نحصل من المعادلة التفاضلية على الإنثالبي الحر (حرارة حرة) في حالة التوازن لمادة نقية:
{\displaystyle \!\,\mathrm {d} G(T;p;N)=-S\mathrm {d} T+V\mathrm {d} p+\mu dN.}
وفي حالة مخلوط من مواد مختلفة يصبح الإنثالبي الحر:
{\displaystyle \!\,\mathrm {d} G(T;p;N_{i})=-S\mathrm {d} T+V\mathrm {d} p+\sum _{i}\mu _{i}dN_{i}.}
حيث µi الكمون الكيميائي للمادة i.
تلك المعادلة هي التي تحدد اتجاه سير تفاعل كيميائي. وهي تعتمد بالإضافة إلى خصائص النظام على الضغط ودرجة الحرارة.
يقاس الإنثالبي الحر  أو طاقة جيسبس الحرة بوحدة الطاقة وهي الجول.

## تطبيق طاقة جيبس في الكيمياء
تتبع التفاعلات الكيميائية قوانين الترموديناميك. وتصف الديناميكا الحرارية العلاقات بين نظم الطاقة المختلفة (طاقة حرارية، طاقة حركة، طاقة كيميائية، طاقة كهربائية، وغيرها)، وتوضح شروط اتمام تفاعل كيميائي وظروف سيره. وهنا تلعب طاقة جيبس G دورا أساسيا. فعند تغيرها {\displaystyle \Delta G} خلال تفاعل كيميائي تسري واحدة من العلاقات التالية:
- {\displaystyle \Delta G<0}:  تفاعل ناشر للحرارة، وهذا التفاعل يسير من ذاته ويعتمد علىتركيز المواد،
- {\displaystyle \Delta G=0}: حالة توازن كيميائي، ولا يسير أي تفاعل،
- {\displaystyle \Delta G>0}: تفاعل يمتص الحرارة، وهو يسير عندما نعطي للتفاعل طاقة (حرارة) من الخارج.

بالنسبة إلى التغير في طاقة جيبس تنطبق المعادلة:
{\displaystyle \Delta G=\Delta G^{\circ }+RT\cdot \ln \prod _{i}a_{i}^{\nu _{i}}}
حيث:
{\displaystyle a} الفالعية الكيميائية لكل مادة في التفاعل.
{\displaystyle R} ثابت الغازات العام:
- {\displaystyle R=8{,}314472(15)\ \mathrm {J\ mol^{-1}K^{-1}} }
- {\displaystyle T} درجة الحرارة المطلقة كلفن
- {\displaystyle \Delta G^{\circ }} ثابت يتعلق بالتفاعل، ويسمى الإنثالبي القياسي الحر

أي أن {\displaystyle \Delta G}
تعتمد على اللوغاريتم الطبيعي لمجموع فاعليات المواد الداخلة والناتجة من التفاعل.
```
(ملحوظة: يجب ملاحظة أن 

  

    

      

        
Δ

        

          
G

          

            
∘

          

        

        
≠

        
Δ

        
G

      

    

    
{\displaystyle \Delta G^{\circ }\neq \Delta G}

  

 حيث أن 
```

{\displaystyle \Delta G^{\circ }} هي القياسية، أي المقاسة في ظروف ضغط وحرارة قياسية، ويمكن حسابها بالاستعانة بجداول للمواد.)
وتنطبق المعادلة
{\displaystyle \Delta G^{\circ }=\Delta G}, عندما تكون فاعلية كل من المواد الداخلة في التفاعل والمواد الناتجة من التفاعل ذات فاعلية 1. عندئذ تصبح {\displaystyle \ln \prod _{i}a_{i}^{\nu _{i}}} = 0.
ومن الوجهة النظرية يمكن عن طريق معرفة الإشارة أمام {\displaystyle \Delta G^{\circ }} وعندما تكون {\displaystyle a=1} لكل من المواد المتفاعلة (فيما يسمى الظروف القياسية) يمكن معرفة اتجاه سير التفاعل.
تلك المعادلة تحدد اتجاه سير تفاعل كيميائي (انظر أيضا انثالبي قياسي للتكوين).
وفي الكيمياء الحيوية نستخدم الرمز {\displaystyle \Delta G^{\circ \prime }} لغرض تمييز طاقة جيبس عندما يكون تركيز الهيدرونيوم الفسيولوجي pH 7.
وتتعمد حالة التوازن الكيميائي لتفاعل على مبدأ ميل النظام إلى طاقة جيبس الصغرى (في الطبيعة بوجه عام تحاول الأنظمة التخلص من طاقتها الزائدة لتصل إلى حالة استقرار عند مستوى طاقة منخفض. مثلها كمثل حجر على الجبل: على الجبل يمتلك الحجر طاقة وضع كبيرة ويميل لأن يتخلص بجزء منها، ويتخلص بجزء منها عندما يسقط من أعلى الجبل ويستقر في الوادي. في الوادي تحت تكون طاقة وضعه قد انخفضت بكمية كبيرة، ويصبح في حالة «استقرار». ينطبق هذا المثال أيضا على ماء النهر الذي تكون له طاقة وضع عالية في الأعالي وينساب إلى المنخفضات حيث يبحث الي مستقر له عن طريق التخلص من جزء من طاقة وضعه العالية. كذلك حال ذرة مثارة: في الذرة المثارة يكون فيها إلكترون مثار، أي يشغل مستوى طاقة عالي ويميل لأن يشغل مستوى طاقة منخفض، وهو يفعل ذلك بالتخلص من الفرق بين الطاقتين عن طريق إطلاق شعاع ضوء (فوتون). ينطلق شعاع الضوء خارجا من الذرة، ويهبط الإلكترون إلى مستوى طاقة أقل و«يستقر فيه»، تماما كما فعل الحجر الذي كان على الجبل. وطاقة جيبس الحرة هي تلك الطاقة الزائدة في نظام ترموديناميكي، والمبدأ في الطبيعة كما نرى هو أن يتخلص أي نظام مما يحتويه من طاقة زائدة، ولن تجد لسنة الله تبديلا).
في حالة التوازن لا تتغير
{\displaystyle G} وتثبت، طبقا للتعريف، أي عندئذ تصبح {\displaystyle \Delta G=0} وينتج عن ذلك:
{\displaystyle \Delta G^{\circ }=-RT\cdot \ln \prod _{i}a_{i}^{\nu _{i}}=-RT\cdot \ln K}
حيث {\displaystyle K} ثابت التوازن.
ومن ناحية أخرى تتغير {\displaystyle \Delta G} بتغير فاعلية كل من المواد الداخلة والناتجة من التفاعل. أما
{\displaystyle \Delta G^{\circ }} فهي القيمة التي تحدد اتجاه سير التفاعل: وعندما تكون {\displaystyle \Delta G^{\circ }} سالبة الإشارة يسير التفاعل في اتجاه إنتاج النواتج. (كما يمكن ان يسير تفاعل له {\displaystyle \Delta G^{\circ }} بإشارة موجبة وذلك إذا كانت فاعليات المواد الداخلة في التفاعل تعطي إشارة سالبة ل
{\displaystyle \Delta G} gewährleisten.)

## تأثير درجة الحرارة
عندما يكون اهتمامنا خاصا بدراسة اعتماد تفاعل كيميائي على درجة الحرارة، في تلك الحالة يكفي الانطلاق من المعادلة البسيطة التالية:
{\displaystyle \Delta G^{\circ }=\Delta H^{\circ }-T\cdot \Delta S^{\circ }}
وعن طريق تلك المعادلة نستطيع معرفة، هل «يمكن» أن يسير التفاعل في الاتجاه المطلوب من ذاته أم لا؟ فتوجد تفاعلات نجدها متعثرة لا تبدأ حتى في وجود عامل مساعد م (مثل تفاعل تكوين الأمونيا من الهيدروجين والنيتروجين). عندئذ لا يمكن معرفة سرعة التفاعل.
نفترض أننا نقوم بالتفاعل الكيميائي:
{\displaystyle aA+bB+\dots \,\rightarrow \,cC+dD+\dots }
حيث a, b, c, d معاملات حساب اتحادية العناصر و A, B, C, D  العناصر أو المركبات.
فيمكن بمعرفة أنثالبي قياسي للتكوين لمركبات التفاعل معرفة الإنثالبي الحر ({\displaystyle \Delta G_{r}^{0}}) للتفاعل (أي الحرارة الناتجة من التفاعل).
ونقوم بعملية الحساب:
{\displaystyle \mathrm {(I)} \quad \Delta G_{r}^{0}=cG_{c}^{0}+dG_{d}^{0}+\,\dots \,-aG_{a}^{0}-bG_{b}^{0}+\dots }
فيكون التفاعل الكيميائي ممكنا - بحسب ما ذكرناه أعلاه - عندما تكون {\displaystyle \Delta G_{r}^{0}<0}.
وبغرض فحص مسائل خاصة في مجال الترموديناميكا يمكننا إدراء التفاضا على الإنثالبي الحر في معادلة جيبس الأساسية ثم إدراء النكامل عليها.
وتهمنا بعض مسائل الديناميكا الحرارة بصفة خاصة ونذكرها هنا:
اعتماد تفاعل غازات مثالية على الضغط:
{\displaystyle \mathrm {(II)} \quad \Delta G_{r}=cG_{c}^{0}+dG_{d}^{0}+\,\dots \,-aG_{a}^{0}-bG_{b}^{0}+\,\dots +RT\,\ln {\frac {(p_{c})\cdot (p_{d})\cdot \,\dots }{(p_{a})\cdot (p_{b})\cdot \,\dots }}}
التعبيرات {\displaystyle p_{c}} , {\displaystyle p_{d}}, {\displaystyle p_{a}} , {\displaystyle p_{b}} هي الضغوط الجزئية لكل من الغازات الموجودة في النظام (القارورة مثلا).
بالمثل نحصل على الحلول التالية:
{\displaystyle \mathrm {(III)} \quad \Delta G_{r}=cG_{c}^{0}+dG_{d}^{0}+\,\dots \,-aG_{a}^{0}-bG_{b}^{0}+\,\dots \,+RT\,\ln(K)}
حيث K تعادل التعبير الرياضي السابق، ولكن استبدلنا هنا الضغوط الجزئية بالتركيزات المولية.
وإذا كان التفاعل في حالة توازن، أي تكون {\displaystyle \Delta G_{r}=0} نحصل على قانون تأثير المادة
{\displaystyle \mathrm {(IV)} \quad \Delta G_{r}^{0}=-RT\,\ln(K)}
كما يمكن استنتاج معادلة جيبس عن طريق إجراء التفاضل على معادلة فان هوف، ثم تكاملها.
وفي الكيمياء الكهربائية (انظر جهد كهركيميائي) يمكن استنتاج كمية الشغل المؤدى من النظام المكون من عناصر كيميائية (مثل خلية وقود) باستخدام العلاقة:
{\displaystyle \mathrm {(V)} \quad \Delta G_{r}=-n\cdot F\cdot \Delta E}
حيث
(n: مول من الإلكترونات،
F: ثابت فاراداي: 96485,3399(24) As/mol,
{\displaystyle \Delta E}: جهد الخلية،
الوحدة: As · V = J